# Хрвати
Хрвати су јужнословенски народ, који претежно живи у Хрватској, где чине око 90% становништва. Значајан број их има и у Босни и Херцеговини, где представљају један од три конститутивна народа. Хрвати су већином римокатоличке вероисповести, а национални језик им је хрватски стандардни језик, који је веома сличан српском и бошњачком стандардном језику. Хрвата укупно има око 6.367.000; од тога 4.367.000 на подручју бивше Југославије (по попису из 1991) и око 1.400.000 у дијаспори. Од тога броја око 3.656.000 живело је 1991. у Хрватској, а 755.000 у Босни и Херцеговини.

## Име
Етимологија етнонима „Хрват“ до данас није скроз расветљена. Међутим, чини се да етноним нема словенски корен.
Данашњи облик Хрват потиче од реконструисаног прасловенског облика *xъrvatъ односно *xъrvatinъ.
Према П. Ј. Шафарику, ова реч је изведена од западнословенске речи hrъbъtъ — брдо или гора, што би значило они који живе у брдима тј. брђани, чиме су чинили супротност Пољацима, тј. пољанима који су живели у пољу односно у равници. Ова теза добија на значају ако се има у виду да се Бела Хрватска налазила на Карпатима у пограничном подручју данашње Пољске, Чешке, Словачке и Украјине. Још један извор који подржава ову теорију је и Повести минулих лета, један од најстаријих словенских основних извора, у коме је наведено да су Бели Хрвати тако названи по области коју су населили.
У науци постоји тенденција да се словенски корен *xъrvat- објасни иранском етимологијом. Као доказ иранског порекла хрватског имена узимају се два надгробна натписа на грчком алфабету из 2. или 3 века. пронађена у Танаису (на ушћу Дона у Азовско море). На њима се помињу имена ΧΟΡΟΑΘΟΣ (Horoathos) и ΧΟΡΟΥΑΘΟΣ (Horouathos), која је А. Л. Погодин 1902. идентификовао са именом Хрвата. Према иранској теорији, реч је о једном иранском етнониму са простора Скитије северно од Црног мора који се касније употребљавао и као лично име, као што је овде случај. Етноними су касније преузели Словени из северозападног суседства. Контакти између словенских и иранских група на овом простору документовани су позајмицама иранског порекла код Словена (*хоrna „храна“, можда *bogъ).
У оквиру иранске теорије постоје различита објашњења (хипотезе) о пореклу имена Хрват од којих ниједно није стекло статус општепризнатог. А. И. Собољевски га изводи од ир. *hu- „добар“ + стрбакт. ravah- „слобода“ (слободни простор, слобода) + суф. -at-. Пол Тедеско га изводи од ир. xvarvant (санскрт. svarvant) сунчан. На основу његове етимологије имена Хрват, Георгије Вернадски идентификује Хрвате са Хварима из Хорезма. Макс Фасмер је име Хрват прво (1921) доводио у везу са иранским haurvatar (сточар), затим (1923) са hu-urvatha (пријатељ). У вези с овим другим објашњењем, словеначки слависта Фран Рамовш је писао „да је ... у гласовном погледу вероватније него свако друго досадашње објашњење“. Словеначки историчар Људмил Хауптман га је такође сматрао прикладнијим. Захваљујући њему оно је постало веома популарно. Према објашњењу које је ушло у Фасмеров „Руски етимолошки речник“, име Хрват потиче од староиранског *(fšu-)haurvatā (чувар стоке, пастир) према haurvati, он чува, стражари, пази. Према етимологији Олега Н. Трубачова, коју је прихватио и Алемко Глухак, *xъrvat- потиче од иранског облика *harvat-, који се са своје стране састоји од иранског *har- (старији индоирански облик *sar- „жена“) и придевског суфикса *-ma(n)t-/-va(n)t-. Облик *harvat- је према томе етимолошки идентичан имену Сармата, које води пореко од индоиранског облика *sar-ma(n)t- „женски“. *harvat- односно Сармати означава према томе првобитно матријахалан народ, у ком владају жене, што је судећи по списима античких писаца био случај код Сармата.
Хрватски лингвиста Радослав Катичић је у једном интервјуу за загребачки политички дневни лист „Вјесник“ 1992. између осталог изјавио да је „од свих предпоставака о подријетлу имена Хрват она о иранском најмање невјеројатна“, констатујући: „Хрватски народ, какав данас јест, настао је између Дунава и Јадрана, како то читамо у Томе Архиђакона, изградио се поступно, а некаква еуроазијска иранска Хрватска плод је бујне маште, која се не брине за то има ли поуздане потврде у повијесним врелима“. Доста критички се односила према иранској теорији и ћерка угледног лингвисте Далибора Брозовића такође лингвиста Дуња Брозовић-Рончевић. Њена слутња да ће „изазвати жучне реакције оних за које је дубина старости хрватских коријена јединица мјере њихова хрватства“ се обистинила, када су на њен чланак „Јесу ли Хрвати Иранци?“ (објављен у Матици, часопису хрватских исељеника и у нешто проширеном облику у Вјеснику) оштро реаговали књижевник Мато Марчинко чланком „Хрвати остају Хрвати док се друкчије не докаже“ (објављен у Матици под псеудонимом Томислав Херес) и Знанствено друштво за проучавање подријетла Хрвата писмом „Тко се противи проучавању праповијести Хрвата“ (објављено у Вјеснику и Матици) које су потписали Антун Бауер, Марко Јапунџић, Недјељко Кујунџић, Јурај Коларић, Златко Томичић, Иван Кох (Coch), Мијо Цурић, Данко Бенић, Андрија-Жељко Ловрић.
Према једној другој хипотези, хрватско име не потиче од иранског етнонима који су позајмили Словени, него од имена једне групе владајућег слоја аварске државе. Међутим, у оквиру ове хипотезе засад није предложена ниједна етимологија која је одржива са лингвистичке тачке гледишта.
Етноним Хрват се појављује у најстаријим сачуваним изворима у облику Hrъvate, Хрвате (црквенословенски), Χρωβάτοι (Hrobatoi) (грчки) и Chroati, Croati или Crauati (латински). Помиње се и код западних и источних Словена, као и изван простора који Хрвати данас настањују. Тако поједини извори помињу племе Хорвате у Чешкој, а други говоре о Хрватима односно Белим Хрватима (Белые Хорваты) између Прута и Дњестра (Несторова хроника). У Крањској се у 10, веку помињу „хрватска подручја“.
У периоду пре 10. века име *xъrvatъ је био ограничен само на становнике ондашње хрватске државе (Лика, Крбава, област данашње Босне до реке Пливе, залеђе Задра, Трогира и Сплита), док се у другим крајевима који ће касније ући у састав хрватске државе употребљавали облици изведени из заједничког словенског имена имена *Slověnьce (Словенци, Словинци).

## Историја

### Средњи век
Етногенеза Хрвата научно још није коначно разјашњена. На подручју данашње Хрватске су се у 6/7. веку населили Словени и Авари. Пре тога су на простору данашње Хрватске живели између осталог Грци, Илири и Римљани. У 7. веку подручје данашње Хрватске припадало је вероватно периферији аварске државе.
У спису „О управљању царством“ цар Константин VII Порфирогенит извештава да су Хрвати почетком 7. века (пре 626. године) на позив цара Ираклија дошли на Балкан из своје прадомовине зване Бела Хрватска (која се налазила у близини Беле Србије и Франачке) да избаце Аваре из Далмације. Према спису, један део Хрвата је продро у Далмацију и Панонију и у року од пар година победио Аваре и протерао их у подручје северно од Дунава. Према интерпретацији неких историчара, византијски цар је населио Хрвате у Далмацију као федерате. Међутим, веродостојност извештаја Константина Порфирогенита као и питање ко су заправо били Хрвати који се помињу код њега и у каквој су вези са данашњим Хрватима, предмети су контроверзи.
Из 9. века потичу прве сигурне вести о хрватској кнежевини у области данашње северне Далмације.
Хрвати се на јужнословенском простору помињу први пут у даровној повељи кнеза Трпимира (845-око 864), чији значај умањује чињеница да је сачувана само у препису из 16. века. У овој повељи Трпимир се титулише као „кнез Хрвата“ (dux Chroatorum).
Године 879. папа Јован VIII назива кнеза Бранимира владаром „државе Хрвата“ (regnum Croatorum)
У средњем веку су на простору данашње Хрватске формиране три државе — Кнежевина Хрватска у приморским областима, Посавска кнежевина као једна од држава Панонских Словена, и Неретљанска кнежевина као једна од раносредњовековних српских држава. У 10. веку је успостављена Краљевина Хрватска, која је изгубила своју државну самосталност уласком у састав Угарске почетком 12. века. Током угарске управе, подручје данашње Хрватске било је подељено на две круновине — Далмацију и Хрватску у приморским областим и Славонију у областима између Саве и Драве.

### Нови век
У 16. веку, делове хрватских територија освајају османски Турци, који ова подручја прикључују Босанском пашалуку. Део хрватских територија који није дошао под турску власт ушао је у састав Хабзбушке монархије односно Хабзбуршке Угарске. У овом периоду, Хрватска је била административно подељена на хрватски и славонски капетанат. Такође, у пограничном подручју према Османском царству успостављена је Војна крајина. Неки приморски крајеви настањени Хрватима налазили су се под млетачком влашћу.
Године 1608. цар Рудолф II је прихватио одлуку хрватског сабора да је у Хрватској и Славонији једина дозвољена вера католичка.
У аустријско-турском рату 1662-1664. од Хрвата су се посебно истакла браћа Никола и Петар Зрински. Незадовољни централистичком политиком аустријског двора према Хрватској, браћа Зрински и Крстом Франкопаном су се повезали са угарским палатином Ференцом Веселењијем и врховним судијом Ференцом Надаждијем с намером да збаце Хабзбурге с власти у Хрватској. Вођство над покретом је после смрти Николе Зринског и Фрање Веселенија преузео Петар Зрински. Међутим, завера је откривена, а Петар Зрински и Крсто Франкопан погубљени 1671.
Крајем 17. века, Хабзбуршка монархија истерује Османлије из великог дела средње Европе, укључујући и део територија које су настањивали Хрвати. На делу новоосвојених османских територија, Хабзбурзи су формирали Краљевину Славонију, док су један део ових територија прикључили проширеној Војној крајини. Краљевина Славонија је званично била део хабзбуршке Краљевине Хрватске, која је опет званично била део хабзбуршке Краљевине Угарске. Војна крајина је, међутим, чинила потпуно засебну хабзбуршку територију, која је била подређена директно властима у Бечу.
По подацима из 1790. године, у Краљевини Хрватској (без Славоније) било је 98% Хрвата. У Краљевини Славонији је било 46,8% Срба и 45,7% Хрвата, а у Војној крајини 42,4% Срба и 35,5% Хрвата.
Стварањем Краљевине Италије 1805. године, у њен састав улазе и приморска подручја настањена Хрватима, којима је раније владала Млетачка република. Потом, 1809. године, ова подручја, заједно са делом хабзбуршких територија настањених Хрватима, долазе под управу Француског царства. Французи су на тој територији формирали покрајину под називом Илирске провинције, која је постојала до 1816. године. У оквиру Илирских провинција постојале су управне целине Далмација, Цивилна Хрватска, Војна Хрватска и Истра, у којима је било хрватског становништва.
Године 1816., подручје Илирских провинција долази под управу Аустријског царства. Тада се на овим просторима формирају нове аустријске територије, Краљевина Далмација и Краљевина Илирија. Остатак Илирских провинција је поново укључен у састав Краљевине Хрватске и Војне крајине.
Током Мађарске револуције 1848—1849. године, Хрвати су се борили на истој страни са Аустријанцима и Србима, а против Мађара. Бан Јосип Јелачић је 11. септембра 1848. повео 40.000 Хрвата и Срба граничара преко Драве код Вараждина и тако увео Хрватску у рат против Мађара. Јуна 1849. се појавио надомак Новог Сада, што је изазвало Мађаре да са Петроварадина бомбардују град.
Након војног пораза Мађара, 1849. године, краљевине Хрватска и Славонија се административно издвајају из састава хабзбуршке Краљевине Угарске. Исте, 1849. године, Краљевина Илирија је укинута, а на делу њене територије формирана је нова територија под називом Аустријско Приморје.
У време Баховог апсолутизма 1850-1860. Хрвати су се нашли на удару германизације. Осећајући се изигранима, поново су почели да гаје симпатије према Мађарима.
Једна од позитивних тековина апсолутизма била је еманципације хрватске цркве од Угарске 1852.
Дана 10. децембра 1860. ђаковачки бискуп Јосип Јурај Штросмајер је обезбедио материјална средства за стварање Југославенске академије у Загребу.
Након формирања двојне Аустроугарске монархије 1867. године, краљевине Хрватска и Славонија се 1868. административно трансформишу у Краљевину Хрватску и Славонију, која постаје аутономна територија у саставу угарског дела монархије.
До 1882. године, краљевини Хрватској и Славонији су прикључени и делови развојачене Војне крајине. 1878. године, Аустроугарска окупира османску Босну и Херцеговину, а анектира је 1908. године. Тако су уочи Првог светског рата, подручја настањена Хрватима била подељена између неколико аустроугарских територија: Краљевине Хрватске и Славоније, Краљевине Далмације, Босне и Херцеговине и Аустријског Приморја. Поред тога, Хрвата је у мањем броју било и на подручју уже Угарске, посебно у Међимурју, Барањи, Бачкој, Подравини и подручју данашњег Градишћа.
Хрвати су чинили 62,5% становништва Краљевине Хрватске и Славоније (попис из 1910. године), као и око 80% становништва Краљевине Далмације (подаци из 1900. године). У Босни и Херцеговини је по попису из 1910. године католичко (хрватско) становништво чинило 22,87% становништва и било је мање бројно у односу на православне (Србе) којих је било 43,49% и муслимане којих је било 32,25%. У Аустријском Приморју је 1910. године било 40% Италијана, 31% Словенаца и 19% Хрвата.

### Савремено доба
Распадом Аустроугарске 1918. године, формирана је краткотрајна Држава Словенаца, Хрвата и Срба, која се потом ујединила са Краљевином Србијом у ново Краљевство Срба, Хрвата и Словенаца, касније названо Југославијом. У новој краљевини је у почетку задржана територијална подела на историјске покрајине, међу којима су биле и Хрватска и Славонија и Далмација, али се каснијом поделом земље на области и бановине изгубио национални и историјски карактер административне поделе. Након формирања бановина 1929. године, Хрвати су се углавном нашли настањени на подручјима Савске и Приморске бановине, али их је у мањем броју било и на подручјима суседних бановина. У покушају решавања хрватског питања у Југославији, 1939. године је формирана Бановина Хрватска, у чији састав су ушла подручја дотадашње Савске и Приморске бановине, као и делови Зетске, Дринске, Врбаске и Дунавске бановине. У Бановини Хрватској се нашао највећи број срезова Југославије у којима су Хрвати чинили већину становништва, али и један број срезова у којима су већина били Срби.
Окупацијом и поделом Југославије 1941. године, формирана је, под патронатом Немачке и Италије, марионетска Независна Држава Хрватска у којој је успостављен усташки режим. Она је поред највећег дела некадашње Бановине Хрватске обухватила целу Босну и Херцеговину и цео Срем, односно подручја већински настањена српским и муслиманским становништвом. Власти НДХ су муслимане прогласиле Хрватима исламске вере, док су Срби у овој држави били изложени прогону и геноциду. У састав НДХ нису ушле неке приморске области некадашње Бановине Хрватске, које је окупирала и анектирала Италија, као ни подручје Међимурја окупирано и анектирано од стране Мађарске. Иако је већи део Хрвата у почетку сарађивао са усташким режимом, један део се прикључио и југословенским партизанима.
Након војног пораза Сила Осовине, Југославија је обновљена као социјалистичка федерација, у којој је једну од шест република чинила и Хрватска. У односу на НДХ, нова социјалистичка Хрватска није обухватала Босну и Херцеговину и источни Срем, али су јој зато прикључени Барања и Истра, а укључивала је и Међимурје, као и приморске области некадашње Бановине Хрватске. Значајан број Хрвата остао је да живи и на подручју Босне и Херцеговине, где је имао равноправан статус са Србима и Муслиманима. Дугогодишњи председник социјалистичке Југославије био је Јосип Броз Тито, по националности Хрват.
У време распада Југославије, 1990-их година, Хрватска и Босна и Херцеговина су прогласиле независност. У овим земљама су до 1995. године трајали грађански ратови, у којима су учествовали Хрвати. Срби у Хрватској су, супротстављајући се новом хрватском режиму под вођством Фрање Туђмана, формирали Републику Српску Крајину, коју је поразила хрватска војска 1995. године, након чега је велики део Срба избегао из Хрватске. На подручја у Хрватској која су напустили Срби настанили су се Хрвати из Босне и Херцеговине. Током рата у Босни и Херцеговини, Хрвати са тих простора су формирали Хрватску Републику Херцег-Босну. Она је касније укинута и укључена у новоформирану Муслиманско-хрватску федерацију (данашњу Федерацију Босне и Херцеговине). Након Дејтонског споразума из 1995. године, којим је окончан рат у Босни и Херцеговини, Хрвати имају статус једног од три конститутивна народа Босне и Херцеговине, као и извесни степен територијалне аутономије на нивоу кантона.

## Географија
Матична држава Хрвата је Хрватска, где њихов удео у становништву прелази 90% и где чине већинско становништво у највећем броју општина и градова. Изузетак представљају неке општине Хрватске у којима највећи део становништва сачињавају Срби, Мађари, Чеси и Италијани.
Значајан број Хрвата настањен је у Босни и Херцеговини. У овој земљи Хрвати представљају један од три конститутивна народа, а трећи су народ по бројности, после Бошњака и Срба. Углавном настањују Федерацију Босне и Херцеговине, где чине већинско становништво у четири кантона: Посавском, Херцеговачко-неретванском, Западнохерцеговачком и Кантону 10. Поред тога, сачињавају већину и у неколико општина у Средњобосанском и Зеничко-добојском кантону, а у мањем броју их има и у остатку БиХ: Сарајевском кантону, Тузланском кантону, Унско-санском кантону, Брчко Дистрикту и Републици Српској.
Хрватске мањине такође живе у Србији, Црној Гори, Словенији, Мађарској, Румунији, Аустрији и Италији. У Србији су углавном лоцирани на подручју Аутономне Покрајине Војводине, где је хрватски језик један од шест службених регионалних језика. У Војводини Хрвати чине највећи део становништва у неколико сеоских насеља. У мањем броју Хрвата има и у Београду, а и на Косову и Метохији.
У Црној Гори Хрвати углавном живе на подручју Боке Которске. У Румунији их има у Банату, где чине највећи део становништва у општинама Карашево и Лупак. У Мађарској су настањени у Подравини, као и на западу ове земље, у Аустрији их има на подручју Градишћа, а у Италији у регији Молизе.
- Хрвати у Хрватској по општинама 2011. године
- Хрвати у БиХ по насељима 2013. године
- Насеља са хрватском већином у Србији (АП Војводини) 2002. године
- Општине са хрватском већином у румунском Банату

## Број Хрвата у иностранству
Број Хрвата у иностранству се може само оквирно проценити. Највеће емигрантске групе живе у западној Европи, првенствено у Немачкој, а затим у Швајцарској, Шведској и Уједињеном Краљевству. Од других континената, Северна Америка има најбројнију хрватску имиграцију, која је претежно сконцентрисана у САД (Охајо, Калифорнија), као и у Канади (Мисисага). Хрвата има и у Аргентини, Чилеу, Перуу, Бразилу и Боливији.
Постоје и значајне групе Хрвата у Аустралији (Перт, Сиднеј) и на Новом Зеланду, као и у Јужној Африци.

## Језик
Хрвати говоре хрватским језиком, који припада словенској групи индоевропске породице језика. Хрватски језик је службени језик Хрватске и један од три службена језика Босне и Херцеговине (уз бошњачки и српски; сва три језика су готово истоветна). Такође је и један од шест службених регионалних језика у Аутономној Покрајини Војводини у Србији.
Стандардни хрватски језик базиран је на штокавским говорима. Поред штокавских, у говорном хрватском су заступљени и чакавски и кајкавски говори. Од штокавских дијалеката, код Хрвата су углавном заступљени млађи икавски, славонски, источнохерцеговачки и источнобосански. Мали део Хрвата у Срему говори шумадијско-војвођанским дијалектом, док у румунском Банату и на Косову и Метохији говоре призренско-тимочким дијалектом.
Јуна 1791. хрватски сабор у Загребу прихватио је законске чланке 58. и 59. угарског сабора у Пожуну којим је мађарски језик уведен као необавезан предмет у хрватско-славонске школе.
Дана 10. септембра 1826. Хрвати су увели у своје школе мађарски језик као обавезан предмет. Као реакција на то 30-их година долази до окупљања хрватских интелектуалаца и стварања илирског покрета, чији најзначајнији представници су били Људевит Гај, Иван Деркос и Јанко Драшковић. Почетком 1835. Људевит Гај је покренуо „Новине Хрватске“, које су у почетку излазиле на кајкавском наречју а од јануара 1836. на штокавском. Дана 23. октобра 1847. хрватски сабор је донео одлуку којом је хрватски место латинског уведен као служени језик у Хрватској.
Опредељивање Хрвата за штокавско наречје Срби су неретко доживљавали као језичку крађу. С тим у вези, илустративно је писмо Јована Живановића упућено 1880. Милану Јовановићу-Батуту, где се између осталог каже: „Срби страшно греше што не пишу јужним [=ијекавским] дијалектом... [зато] што ће на послетку Хрвати казати то је наш диалект а ви Срби пишите новосадски... Ми пишемо инстинктивно без граматике добро. А зашто? За то што пишемо својим језиком. То је знак да је то наш језик, а не хрватски, јер Хрвати морају да уче из граматике“. Још оштрији је био Љубомир Стојановић: „Хрвати не треба да се љуте, кад им се рече да је онај дијалекат, којим говоре и пишу, или боље рећи, којим се труде да говоре и пишу у Загребу, дијалекат српски, јер до илирског покрета није било човека који је тако говорио и писао да се Хрватом називао“. У свом спису „Штокавски дијалекат“ дубровачки лингвиста Милан Решетар одаје признање „генијалноме Вуку Стефановићу Караџићу“ као зачетнику „српскохрватске дијалектологије“. Даље информише да су се са Вуковом поделом „српскохрватских дијалеката“ на „три главна дијалекта“ штокавски, чакавски и кајкавски, од којих је први својствен Србима, други Хрватима, а трећи Словенцима „до најновијега (=Решетаровог) времена... сложили углавном сви домаћи и страни истраживачи“, да су „разилажења у мишљењу постојала ... само утолико што су кајкавци ускоро ипак убрајани у ‘Хрвате’ и такође као такви, бар дијелом рачунати и штокавци“ и да је „опозиција, вођена више политичким него научним разлозима, на Вукову реченицу Срби сви и свуда, која је постала политички шлагворт, тј. на Вуков пансрбизам, узвратила ... панхрватством“.
У организацији Летописа Матице српске 8, 9. и 10. децембра 1954. у Новом Саду у згради Покрајинског комитета Савеза комуниста и Покрајинског одбора Социјалистичког савеза радног народа Војводине одржан је скуп лингвиста и књижевника из СР Србије, СР Хрватске, СР Босне и Херцеговине и СР Црне Горе на ком је формализовано српско-хрватско језичко јединство кроз сложени назив српскохрватски/хрватско српски језик. У складу са договором који ће у историји остати упамћен као Новосадски договор, 1960. је издат заједнички правопис, с тим што је у Новом Саду штампан ћирилицом под насловом „Правопис српскохрватскога књижевног језика“ а у Загребу латиницом под насловом „Pravopis hrvatskosrpskoga književnog jezika“. Међутим, договор је доведен у питање када је 1967. у просторијама Матице хрватске група лингвиста и књижевника (Далибор Брозовић, Радослав Катичић, Томислав Ладан, Мирослав Бранд, Славко Павешић, Славко Михалић и Влатко Павлетић) саставила Декларацију о називу и положају хрватскога књижевног језика у којој су тражили „јасну и недвојбену једнакост и равноправност словенскога, хрватскога, српскога, македонскога“ коју би загарантовао устав. Управни одбор Матице хрватске је прихватио текст декларације и проследио га даље на потписивање културним и научним установама у Хрватској. Дана 17. марта 1967. у загребачком листу Телеграм бр. 359 објављен је текст декларације. Његово објављивање је наишло на негативан пријем конзервативног дела хрватског партијског руководства и савезног ЦК СКЈ, па и самог председника Тита. Уследило је кажњавање потписника. Влатко Павлетић председник Друштва књижевника Хрватске искључен из Градског комитета СК. Из СК искључени су Далибор Брозовић, Петар Шегедин, Јакша Равлић, Славко Михалић, Душко Цар, Војислав Кузмановић, Бранко Хећимовић, Звонимир Комарица. Остали потписници Декларације добили су опомене пред искључење. На пленуму ЦК посвећеном Декларацији прихваћена је писмена оставка Мирослава Крлеже. Због објављивања Декларације у СР Хрватској је обустављено издавање латиничне верзије заједничког великог шестотомног речника.

## Религија
Хрвати су претежно католичке вероисповести, али међу њима има и атеиста и протестаната.